# Mouvement de salut national

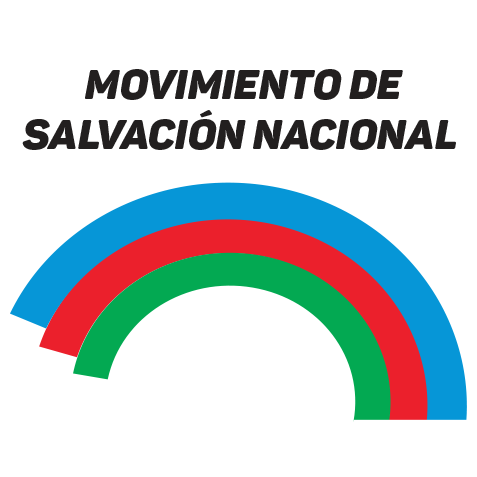
Logo.

Le Movimiento de Salvación Nacional (Mouvement de salut national) est un parti politique colombien, issu d'une scission du Parti conservateur colombien fondé par Álvaro Gómez Hurtado.